# Episodi di Hazzard (quarta stagione)
La quarta stagione della serie televisiva Hazzard è composta da 27 episodi ed è stata trasmessa da CBS dall'8 ottobre 1981 al 2 aprile 1982.
| nº | Titolo originale                       | Titolo italiano                         | Prima TV USA     | Prima TV Italia |
| -- | -------------------------------------- | --------------------------------------- | ---------------- | --------------- |
| 1  | Mrs. Daisy Hogg                        | Matrimonio impossibile                  | 8 ottobre 1981   |                 |
| 2  | Double Dukes                           | I sosia                                 | 16 ottobre 1981  |                 |
| 3  | Diamonds In The Rough                  | Un coniglietto da un milione di dollari | 23 ottobre 1981  |                 |
| 4  | Coltrane vs. Duke                      | Processo ai Duke                        | 30 ottobre 1981  |                 |
| 5  | The Fugitive                           | La fuggiasca                            | 3 novembre 1981  |                 |
| 6  | The Great Bank Robbery                 | La grande rapina                        | 6 novembre 1981  |                 |
| 7  | Sadie Hogg Day                         | Primo aprile                            | 13 novembre 1981 |                 |
| 8  | 10 Million Dollar Sheriff (Part 1 e 2) | Rosco milionario (1 e 2 parte)          | 20 novembre 1981 |                 |
| 9  | 10 Million Dollar Sheriff (Part 1 e 2) | Rosco milionario (1 e 2 parte)          | 20 novembre 1981 |                 |
| 10 | Trouble At Cooter's                    | Visone della discordia                  | 27 novembre 1981 |                 |
| 11 | Goodbye General Lee                    | Addio Generale Lee                      | 4 dicembre 1981  |                 |
| 12 | Cletus Falls In Love                   | Cletus innamorato                       | 11 dicembre 1981 |                 |
| 13 | Hughie Hogg Strikes Again              | L'abito non fa il monaco                | 18 dicembre 1981 |                 |
| 14 | The Dukescam Scam                      | La cassaforte                           | 1º gennaio 1982  |                 |
| 15 | The Sound Of Music - Hazzard Style     | Falsari dell'Hi-Fi                      | 8 gennaio 1982   |                 |
| 16 | Shine On Hazzard Moon                  | Distillatore clandestino                | 15 gennaio 1982  |                 |
| 17 | Pin The Tail On The Dukes              | Interceptor                             | 22 gennaio 1982  |                 |
| 18 | Miz Tisdale On The Lam                 | Montagna inesistente                    | 29 gennaio 1982  |                 |
| 19 | Nothin' But The Truth                  | Siero della verità                      | 5 febbraio 1982  |                 |
| 20 | Dear Diary                             | Caro diario                             | 12 febbraio 1982 |                 |
| 21 | New Deputy In Town                     | Donne e motori                          | 19 febbraio 1982 |                 |
| 22 | Birds Gotta Fly                        | Campionessa in famiglia                 | 26 febbraio 1982 |                 |
| 23 | Bad Day In Hazzard                     | Tunnel della salvezza                   | 5 marzo 1982     |                 |
| 24 | Miss Tri-Counties                      | Rivale pericolosa                       | 12 marzo 1982    |                 |
| 25 | Share And Share Alike                  | Largo alle donne                        | 19 marzo 1982    |                 |
| 26 | The Law And Jesse Duke                 | Polizia in sciopero                     | 26 marzo 1982    |                 |
| 27 | Dukes In Danger                        | Pericolo per i Duke                     | 2 aprile 1982    |                 |

## Matrimonio impossibile
- Titolo originale: Mrs. Daisy Hogg
- Diretto da: John Florea
- Scritto da: Si Rose

### Trama
Daisy si innamora del bello e ricco Jamie Lee Hogg, nipote di Boss, incantata dai suoi modi di educato gentiluomo. Ma Bo e Luke, sospettosi del fatto che ha comprato un vecchio mulino da Boss, scoprono che è un falsario e che vuole sposare Daisy per impedire un'eventuale testimonianza contro lui. Boss si unisce a zio Jesse non solo per impedire il matrimonio, ma anche per troncare quell'attività. 
- Curiosità: guest star della puntata, nei panni di Jamie Lee Hogg, Jonathan Frakes, il futuro comandante William Riker della serie televisiva Star Trek: The Next Generation.

## I sosia
- Titolo originale: Double Dukes
- Diretto da: Paul Baxley
- Scritto da: William Raynor e Myles Wilder

### Trama
Boss Hogg, col mal di schiena causato da Flash, organizza una rapina ad un furgone della banca di Atlanta con Turk e Moody, che saranno identici a Bo e Luke con due maschere che lo stesso Boss ha fatto commissionare per posta, insieme ad un falso Generale Lee. Ma Turk e Moody, dopo aver imprigionato Bo e Luke in una fabbrica di bare ed aver compiuto la rapina, se ne vanno col denaro. 
- Curiosità: alla fine della puntata al Boar's Nest si esibisce Donna Fargo, che canta Lone star cowboy.

## Un coniglietto da un milione di dollari
- Titolo originale: Diamonds In The Rough
- Diretto da: James Best
- Scritto da: William Raynor e Myles Wilder (storia) e Bruce Howard

### Trama
Mentre provano le modifiche al Generale Lee, Bo e Luke vedono un aereo che dall'alto paracaduta un coniglio di peluche con all'interno diamanti. Due uomini li osservano e li seguono, ma li perdono. Così entra in azione la loro complice Lisa, finta giornalista, che una volta a casa Duke, coi due compari, li sequestra per avere quel peluche. Boss, avvertito dalla centralinista che ha sentito i Duke chiamare l'FBI, manda un falso agente, ma dopo vari inseguimenti, tutto finisce per il meglio.
- Curiosità: il coniglietto di peluche raffigura il noto personaggio dei cartoni animati Bugs Bunny.

## Processo ai Duke
- Titolo originale: Coltrane Vs. Duke
- Diretto da: Don McDougall
- Scritto da: Simon Muntner

### Trama
Boss Hogg incarica Rosco di tenere lontano Bo e Luke dal pagare le consuete tasse sulla fattoria, per impossessarsene legalmente e cederlo ad una ditta di birra. Ma Rosco fallisce finendo fuori strada, allora Boss, con tanto di dottore fasullo, inscena una finta serie di fratture multiple per Rosco, che approfitta della situazione. Il giudice condanna i Duke al risarcimento di cinquantamila dollari, che alla fine riescono a dimostrare la truffa.

## La fuggiasca
- Titolo originale: The Fugitive
- Diretto da: Don McDougall
- Scritto da: Kris Kincade
- Guest star: Laurette Spang, Johnny Paycheck

### Trama
Mindy Lou è un'autostoppista che per sbaglio ascolta i discorsi di Boss Hogg e Rosco vicino ad una stalla dove Boss fa ridipingere moto rubate. Fuggita a Rosco, si infila nel camion dei Duke, mentre Bo si allena per la gara di moto delle tre contee. I Duke la aiutano a raggiungere la contea di Choctaw, dove vorrebbe diventare infermiera, ma zio Jesse viene arrestato da Rosco per l'aiuto a una ricercata. Ma lei torna sapendo di essere la causa di tutto.
- Curiosità: alla fine della puntata al Boar's Nest si esibisce Johnny Paycheck, costretto a cantare Take this job and shove it dallo sceriffo Rosco per eccesso di velocità.

## La grande rapina
- Titolo originale: The Great Bank Robbery
- Diretto da: Denver Pyle
- Scritto da: Fred Freiberger

### Trama
Boss Hogg licenzia l'inserviente Clarence Stovall alla vigilia della pensione per non doverla pagare e lui, per vendetta, porta via dalla banca trentamila dollari. Zio Jesse se ne accorge e, nel tentativo di aiutarlo, coinvolge la famiglia al completo. Rosco vede il denaro nel Generale Lee e Boss Hogg mette lo sceriffo e i due vice a guardia della cassaforte che si apre automaticamente lunedì mattina alle 8 precise per verificarne il contenuto. Allora i Duke creeranno un finto incendio in modo che, nello scompiglio, possano rimettere il denaro dentro la cassaforte e restituire la pensione a Clarence.

## Primo aprile
- Titolo originale: Sadie Hogg Day
- Diretto da: John Florea
- Scritto da: Si Rose

### Trama
Ad Hazzard, il primo aprile è il giorno di Sadie Hogg, cioè la bisnonna di Boss che per quel giorno ha deciso che la contea deve essere governata dalle donne. La telefonata di un ispettore contabile della banca induce Boss a nominare tesoriere Daisy Duke per poterla incolpare di una finta rapina organizzata dallo stesso Hogg per coprire gli ammanchi di contea. Bo e Luke aiutano la cugina cercando le prove delle appropriazioni di Hogg e, per farlo, devono recuperare il vero libro contabile della banca. Infatti, Boss Hogg ha annotato tutto in due libri contabili, uno vero e uno falso, ma l'adesivo che li distingue si stacca, così Rosco distrugge quello sbagliato...
- Guest star: Nedra Volz, signorina Tisdale

## Rosco milionario
- Titolo originale: 10 Million Dollar Sheriff
- Diretto da: Dick Moder
- Scritto da: William Raynor e Myles Wilder

### Trama (1ª e 2ª parte)
Un notaio di Atlanta, aiutato da Bo e Luke, porta a Rosco la notizia della morte dello zio Hosiah, che gli lascia dieci milioni di dollari. Rosco, oltre che iniziare a spendere e spandere, assolda il bieco detective Jason Steele che, con qualsiasi mezzo e per centomila dollari, prova ad incastrare i Duke senza successo. Intanto Boss Hogg sfida Rosco a teresina, ma non gli riesce il baro e finisce per perdere tutto. L'infortunio di zio Jesse, andato alla palude e caduto in malo modo, peggiora le cose per i Duke.
Nella seconda parte, Boss è costretto a farsi vicesceriffo per avere almeno un rendiconto mensile, fotograferà l'auto dei Duke per una copia esatta che Steele userà contro Bo e Luke per incriminarli di furto e portarli al penitenziario. Ma il notaio di Atlanta tornerà per rettificare il lascito a Rosco: non più dieci milioni, ma solo dieci dollari. Steele indispettito, invece di Bo e Luke porta via Rosco, ma loro non lo mollano perché hanno un conto in sospeso con lui. Senza Rosco milionario e con zio Jesse ristabilito, tutto torna alla "normalità".
- Guest star: William Smith, Jason Steele

## Visone della discordia
- Titolo originale: Trouble At Cooter's
- Diretto da: Don McDougall
- Scritto da: Bruce Howard

### Trama
Un furgone, tamponato da Cooter, finisce per perdere una delle venti pellicce di visone rubate che, poi, viene raccolta da Bo e Luke. Dopo averle consegnate a Boss Hogg, che gliele paga meno per mancanza di un capo, il tizio del furgone decide di riprendersele, perciò, mentre la sua complice tiene occupato Cooter, lui sfonda il muro confinante tra il suo garage e il magazzino di Boss per rubargli le pellicce.
- Curiosità: all'inizio della puntata, Bo e Luke canticchiano la celebre Take It Easy degli Eagles, ovvero i loro idoli.

## Addio Generale Lee
- Titolo originale: Goodbye General Lee
- Diretto da: Denver Pyle
- Scritto da: William Raynor e Myles Wilder

### Trama
Durante le prove per l'annuale "il salto della libellula", Luke rimane colpito dall'albero di trasmissione del Generale Lee. In ospedale, Boss Hogg ingaggia il professor Crandall, che ipnotizza Luke in modo che al prossimo guasto venda il Generale, perché Boss vuole distruggerlo. Così Rosco sabota il Generale e Luke lo cambia con un'altra auto, nonostante l'opposizione di Bo che perde la sfida di tiro con l'arco. Ma tutto il piano di Boss è destinato a fallire, perché con uno schiocco di dita casuale di zio Jesse, Luke è libero dall'ipnosi.

## Cletus innamorato
- Titolo originale: Cletus Falls In Love
- Diretto da: John Florea
- Scritto da: Si Rose

### Trama
Al fine di evitare una multa a Bo e Luke, Daisy fa gli occhi dolci a Cletus e lui si mette subito in testa che lei ne è innamorata. Intanto Boss Hogg riceve una telefonata da un ispettore di controllo per un incontro il giorno dopo alle 9. Per paura di perdere il posto, Boss incrimina Bo e Luke per un assegno a vuoto di undici dollari che lui stesso falsifica in millecento e per acciuffarli, ingaggia il terribile sceriffo Little. I Duke non solo dovranno dimostrare che l'assegno è falso, ma anche convincere un Cletus innamorato che è tutto un equivoco.

## L'abito non fa il monaco
- Titolo originale: Hughie Hogg Strikes Again
- Diretto da: Hollingsworth Morse
- Scritto da: William Raynor e Myles Wilder

### Trama
Un camper, guidato da un vecchio, manda fuori strada Bo e Luke e, giunto da Boss Hogg, il vecchio si rivela essere suo nipote Hughie. Poi con uno stratagemma incastra Cooter facendolo finire in carcere: non potendo pagare l'ipoteca, Boss Hogg gli sequestrerebbe il garage per costruirci una pensione. I Duke scoprono l'arcano e aiutano Cooter prendendo il suo posto al garage, quindi Hughie tenta di fermarli sostituendo la benzina con whiskey. Intanto Bo e Luke, seguendo il camper, scoprono che dietro a tutto ciò c'è Hughie Hogg.
- Curiosità: alla fine della puntata al Boar's Nest si esibisce Buck Owens, costretto a cantare I've got a tiger by the tail dallo sceriffo Rosco per scontare una multa per eccesso di velocità.

## La cassaforte
- Titolo originale: The Dukescam Scam
- Diretto da: Denver Pyle
- Scritto da: Bruce Howard

### Trama
La cassiera Laverne si accorge che è sparito il denaro dalla banca e Boss, accusato dai Duke e da Rosco, finisce in prigione. Ricordando un episodio del 1938, zio Jesse paga la cauzione a Boss che esce e sparisce: così, non presentandosi al processo, si impossessa della fattoria dei Duke. Ma mentre dimostra a zio Jesse che il denaro è ancora al suo posto, Rosco urta la porta della cassaforte e li chiude dentro. Bo e Luke dovranno correre e portare Emery Potter entro un'ora, se vogliono che Boss e zio Jesse non muoiano soffocati.

## I falsari dell'Hi-Fi
- Titolo originale: The Sound Of Music - Hazzard Style
- Diretto da: Hollingsworth Morse
- Scritto da: Martin Roth

### Trama
Mentre Mickey Gilley è impegnato in concerto in piazza ad Hazzard, due falsari dell'Hi-Fi lo registrano di nascosto con l'autorizzazione di Boss Hogg. Ma due agenti federali sono sulle loro tracce, così i due scappano sul Generale Lee guidato da Bo e Luke che riescono a liberarsene portando via il nastro registrato. Dopo la telefonata dei falsari, Rosco lo trova sul Generale, quindi Bo e Luke vengono incriminati e scappano. Ma i due falsari, che non vogliono dividere nulla, rapiscono Boss convinti che Rosco li ha davvero fotografati.
- Curiosità: ospite della puntata il noto cantante country Mickey Gilley che a fine puntata nella piazza di Hazzard esegue Don't the girls at the prettier at closing time dallo sceriffo Rosco per eccesso di velocità.

## Distillatore clandestino
- Titolo originale: Shine On Hazzard Moon
- Diretto da: Paul Baxley
- Scritto da: Bruce Howard

### Trama
Jasper Fenwick non apprezza il distillato di Boss Hogg, allora, dopo aver cercato invano la formula di un ottimo whiskey a casa Duke, fa incastrare Bo e Luke da Rayford Flicker che trova addosso a loro, al Boar's Nest, soldi spariti che la gente aveva appena donato per l'orfanotrofio. Per rilasciarli, zio Jesse dovrà distillare whiskey per Boss, rompendo la promessa al governo. Bo e Luke evadono e fanno confessare Flicker, ma zio Jesse ormai ha finito: non è whiskey quello che ha distillato.

## Interceptor
- Titolo originale: Pin The Tail On The Dukes
- Diretto da: Don McDougall
- Scritto da: Bruce Howard

### Trama
I Duke vanno alla fermata dell'autobus ad accogliere Hector Farley che, dopo dieci anni di prigione, torna ad Hazzard per un conto in sospeso con Boss Hogg che gli ha portato via la fattoria. Intanto lo stesso Boss, con due asciugacapelli camuffati da "interceptor" (cioè da rilevatori di velocità) acquistati truffando lo stato per diecimila dollari, tenta di racimolare multe. Così i Duke si ritrovano con due problemi: Hector che vuole assalire Boss e la distruzione casuale con acqua di un radar fasullo di proprietà dello stato.

## Montagna inesistente
- Titolo originale: Miz Tisdale On The Lam
- Diretto da: John Florea
- Scritto da: Si Rose

### Trama
Con un annuncio sul giornale di Capitol City, Boss Hogg, Rosco e il complice Slocum, che ritira la posta da una settimana sotto il nome fasullo di John Smith, vendono terreni di una montagna inesistente presso Hazzard, per cento dollari l'uno. Ma l'arrivo di un'ispettrice postale induce Boss a spostare l'accusa sull'impiegata delle poste Emma Tisdale. Nonostante l'ispettrice, i Duke scopriranno la verità.
- Guest star: Nedra Volz (signorina Tisdale)

## Siero della verità
- Titolo originale: Nothin' But The Truth
- Diretto da: Hollingsworth Morse
- Scritto da: Martin Roth

### Trama
Un pullman di turisti, adocchiato da Bo e Luke, sfreccia verso una stalla abbandonata di Hazzard, dove tre tipi di città hanno impiantato una bisca clandestina con Boss Hogg, che riceve il trenta per cento degli incassi. L'arrivo di un investigatore farà in modo che Boss incastri i Duke: ciò non durerà perché Boss si siederà sulla siringa del siero della verità, portata da Rosco dopo un convegno di sceriffi, e per lui inizieranno i guai nella vita e negli affari. Infatti i tre tipi lo rapiscono e i Duke, creando scompiglio alla bisca, riusciranno a liberarlo.

## Caro diario
- Titolo originale: Dear Diary
- Diretto da: Don McDougall
- Scritto da: Bruce Howard

### Trama
Flash nasconde alla fattoria dei Duke il diario di Rosco, mentre lui li multa per uno stop non funzionante. Boss Hogg, che aveva pagato due tipi mille dollari in meno per pneumatici perché piccoli, rivuole quel diario perché ci sono anche le sue malefatte. Lo troverà zio Jesse, ma nel riportarlo, prende una storta e i due tipi di prima glielo rubano per ricattare Boss. Bo e Luke li inseguono, ma il furgone col diario va nel burrone e s'incendia. Quindi Bo e Luke inscenano un litigio che li porterà a distruggere un diario finto e la documentazione su loro.

## Donne e motori
- Titolo originale: New Deputy In Town
- Diretto da: Denver Pyle
- Scritto da: William Raynor e Myles Wilder

### Trama
La bella poliziotta Linda May Barnes raggiunge e ferma Bo e Luke, sfuggiti a Cletus, con un'auto della polizia truccata: è ad Hazzard per l'arrivo, in breve fermata, del nemico pubblico nº2 (Logan) accompagnato da un poliziotto. Senza volerlo, lei crea scompiglio nel municipio e nella vita di Boss Hogg, che vuole trasformare il tutto in un evento mediatico, contro il parere di lei. Ma Bo e Luke, con una telefonata, scoprono che la poliziotta è finta ed è ad Hazzard per liberare Logan, con la complicità del fratello di lui. Lulu sarà loro ostaggio.
- Guest star: Tracy Scoggins (Linda May Barnes)

## Campionessa in famiglia
- Titolo originale: Birds Gotta Fly
- Diretto da: Paul Baxley
- Scritto da: Si Rose

### Trama
Durante una corsa coi cugini, Daisy viene osservata da Molly Hargrove, ex-pilota NASCAR per motivi di vista, che la vuole come pilota per la sua auto da corsa. Mentre Bo e Luke convincono Daisy ad accettare, Molly chiede mille dollari in prestito da Boss Hogg, che vuole mettere le mani sul contratto e fa sabotare l'auto, così lei si rivolge ancora a lui, cedendo metà del contratto. Ma Bo e Luke, con un amico giornalista, scoprono tutto, anche che Molly è stata squalificata perché provoca incidenti: Daisy rifiuterà una guida così pericolosa.

## Tunnel della salvezza
- Titolo originale: Bad Day In Hazzard
- Diretto da: Gabrielle Beaumont
- Scritto da: William Raynor e Myles Wilder

### Trama
Mister Thackery, un distinto gentiluomo, e i suoi tre scagnozzi sequestrano i Duke, Boss Hogg, Rosco, Cletus e, poi, Cooter al Boar's Nest per tenerli tutti lontani nel momento di effettuare la rapina di dieci milioni di dollari al furgone blindato di passaggio alla banca di Hazzard. I Duke le provano tutte, ma Thackery ha studiato bene la situazione e ogni tentativo fallisce. Ci riusciranno solo quando Thackery e un compare si allontaneranno per andare a ricevere il furgone e Bo e Luke, da un tunnel sotterraneo murato, scoperti, avranno la meglio.
- Guest star: Tim O'Connor (capo della banda)

## Rivale pericolosa
- Titolo originale: Miss Tri-Counties
- Diretto da: Paul Baxley
- Scritto da: William Raynor e Myles Wilder

### Trama
"Big" Jim Mathers, Boss della contea di Hatchapee, offre diecimila dollari (e minaccia) Boss Hogg per far vincere alla sua Melanie Dubois il titolo di "Miss tre-contee", che si articola in tre gare: rimontare un carburatore, corsa in auto e bellezza. Boss inizia già dall'iscrizione ad ostacolare Daisy, che comunque rinuncia alla prima vittoria per mancanza di due valvole. Alla fine Daisy riuscirà a spuntarla, nonostante il rinnovo della patente a Chickasaw per la seconda gara e il sequestro da parte degli uomini di "Big" Jim per l'ultima gara.

## Largo alle donne
- Titolo originale: Share And Share Alike
- Diretto da: Denver Pyle
- Scritto da: Martin Roth

### Trama
Clark e Dickens, inseguiti da Cletus per eccesso di veloocità, gettano una borsa piena di carte di credito rubate vicino dove Bo e Luke si accingono a pescare. I due vorrebbero restituirla, ma Rosco li insegue e loro gliela lasciano. Intanto Lulu, con l'aiuto di Daisy, prende metà possesso delle imprese di Boss Hogg e, poi, vende e porta l'auto di Rosco, con nascoste nello sportello da Boss le carte rubate, allo sceriffo Little. Clark e Dickens sentono tutto per radio e inseguono Lulu e Daisy per riavere quelle carte.

## Polizia in sciopero
- Titolo originale: The Law And Jesse Duke
- Diretto da: James Sheldon
- Scritto da: Bruce Howard

### Trama
Leggendo un articolo sul giornale, Rosco e Cletus avanzano alcune richieste a Boss Hogg che li licenzia. Senza polizia, Boss ingaggia Alabama Jones e i suoi due fratelli che rapinano Hazzard, inseguiti da Bo e Luke. Ma i Jones, informati da Boss, rapiscono i cugini e fanno in modo che siano loro i colpevoli fotografandoli con la refurtiva. Intanto ad Hazzard viene nominato all'unanimità zio Jesse come sceriffo temporaneo, ma ben presto Boss dovrà richiamare Rosco e Cletus, accontentandoli nelle loro richieste.

## Pericolo per i Duke
- Titolo originale: Dukes In Danger
- Diretto da: Don McDougall
- Scritto da: Si Rose

### Trama
Un'auto della polizia penitenziaria esce di strada ad Hazzard, con il pilota Randall che sviene così i due reclusi (Hammer e Leeman) si liberano e fuggono dai Duke sequestrandoli e non permettendo loro di andare a pagare l'ipoteca. Boss va dai Duke per pignorare la fattoria e chiama anche Rosco: vengono sequestrati anche loro. Cooter passa per riportare la jeep di Daisy che gli dà un tovagliolo con scritto "help", ma non se ne accorge subito. Rinchiusi nella stalla i Duke reagiscono, Hammer e Leeman fuggono, ma vengono presi.